# Natație la Jocurile Olimpice de vară din 2024 - 200 m bras (feminin)
Proba de înot 200 de metri bras feminin de la Jocurile Olimpice de vară din 2024 a avut loc în perioada 31 iulie-1 august 2024 la Paris Aquatics Centre.

## Recorduri
Înaintea acestei competiții, recordurile mondiale și olimpice erau următoarele:
| Record  | Atlet                    | Timp    | Loc            | Data            |
| ------- | ------------------------ | ------- | -------------- | --------------- |
| Mondial | Evgeniia Chikunova (RUS) | 2:17,55 | Kazan, Rusia   | 21 aprilie 2023 |
| Olimpic | Tatjana Smith (RSA)      | 2:18,95 | Tokyo, Japonia | 30 iulie 2021   |

## Program
Orele sunt ora Franței (UTC+1) 
| Data                    | Timp  | Etapă      |
| ----------------------- | ----- | ---------- |
| Miercuri, 31 iulie 2024 | 10:00 | Calificări |
| Miercuri, 31 iulie 2024 | 19:37 | Semifinale |
| Joi, 1 august 2024      | 17:30 | Finala     |

## Rezultate

### Calificări
Înotătoarele cu cei mai buni 16 timpi au avansat în semifinale.
| Loc | Serie | Culoar | Înotător            | Țară                       | Timp    | Note |
| --- | ----- | ------ | ------------------- | -------------------------- | ------- | ---- |
| 1   | 1     | 4      | Tatjana Smith       | Africa de Sud              | 2:21,57 | CS   |
| 2   | 2     | 4      | Tes Schouten        | Olanda                     | 2:23,08 | CS   |
| 3   | 3     | 4      | Kate Douglass       | Statele Unite ale Americii | 2:23,44 | CS   |
| 4   | 3     | 3      | Ye Shiwen           | China                      | 2:23,67 | CS   |
| 5   | 1     | 6      | Kaylene Corbett     | Africa de Sud              | 2:23,85 | CS   |
| 6   | 3     | 2      | Satomi Suzuki       | Japonia                    | 2:23,80 | CS   |
| 7   | 1     | 5      | Mona McSharry       | Irlanda                    | 2:23,98 | CS   |
| 8   | 2     | 3      | Jenna Strauch       | Australia                  | 2:24,38 | CS   |
| 9   | 2     | 7      | Jessica Vall        | Spania                     | 2:24,52 | CS   |
| 10  | 1     | 3      | Kotryna Teterevkova | Lituania                   | 2:24,59 | CS   |
| 11  | 3     | 5      | Lilly King          | Statele Unite ale Americii | 2:24,91 | CS   |
| 12  | 2     | 2      | Kelsey Wog          | Canada                     | 2:25,11 | CS   |
| 13  | 2     | 6      | Sydney Pickrem      | Canada                     | 2:25,45 | CS   |
| 14  | 3     | 6      | Ella Ramsay         | Australia                  | 2:25,61 | CS   |
| 15  | 3     | 7      | Francesca Fangio    | Italia                     | 2:25,85 | CS   |
| 16  | 1     | 2      | Kristýna Horská     | Cehia                      | 2:26,28 | CS   |
| 17  | 2     | 1      | Lisa Mamié          | Elveția                    | 2:26,39 |      |
| 18  | 2     | 8      | Macarena Ceballos   | Argentina                  | 2:26,55 |      |
| 19  | 2     | 5      | Thea Blomsterberg   | Danemarca                  | 2:27,81 |      |
| 20  | 1     | 1      | Sophie Hansson      | Suedia                     | 2:28,10 |      |
| 21  | 1     | 7      | Alina Zmushka       | AIN                        | 2:28,19 |      |
| 22  | 3     | 1      | Letitia Sim         | Singapore                  | 2:29,46 |      |
| 23  | 3     | 8      | Eneli Jefimova      | Estonia                    | 2:30,68 |      |

### Semifinale
Primele 8 înotătoare cu cei mai buni timpi au avansat în finală.
| Loc | Serie | Culoar | Înotător            | Țară                       | Timp    | Note |
| --- | ----- | ------ | ------------------- | -------------------------- | ------- | ---- |
| 1   | 2     | 5      | Kate Douglass       | Statele Unite ale Americii | 2:19,74 | C    |
| 2   | 2     | 4      | Tatjana Smith       | Africa de Sud              | 2:19,94 | C    |
| 3   | 1     | 4      | Tes Schouten        | Olanda                     | 2:22,74 | C    |
| 4   | 1     | 3      | Kaylene Corbett     | Africa de Sud              | 2:22,87 | C    |
| 5   | 1     | 5      | Ye Shiwen           | China                      | 2:23,13 | C    |
| 6   | 2     | 7      | Lilly King          | Statele Unite ale Americii | 2:23,25 | C    |
| 7   | 1     | 2      | Kotryna Teterevkova | Lituania                   | 2:23,42 | C    |
| 8   | 2     | 3      | Satomi Suzuki       | Japonia                    | 2:23,54 | C    |
| 9   | 2     | 1      | Sydney Pickrem      | Canada                     | 2:24,03 |      |
| 10  | 1     | 6      | Jenna Strauch       | Australia                  | 2:24,05 |      |
| 11  | 2     | 6      | Mona McSharry       | Irlanda                    | 2:24,48 |      |
| 12  | 1     | 1      | Ella Ramsay         | Australia                  | 2:24,56 |      |
| 13  | 1     | 7      | Kelsey Wog          | Canada                     | 2:24,82 |      |
| 14  | 2     | 8      | Francesca Fangio    | Italia                     | 2:25,39 |      |
| 15  | 1     | 8      | Kristýna Horská     | Cehia                      | 2:25,77 |      |
| 16  | 2     | 2      | Jessica Vall        | Spania                     | 2:26,22 |      |

### Finala
Rezultate finală.
| Loc | Culoar | Înotător            | Țară                       | Timp    | Note |
| --- | ------ | ------------------- | -------------------------- | ------- | ---- |
| 1   | 4      | Kate Douglass       | Statele Unite ale Americii | 2:19,24 | RC   |
| 2   | 5      | Tatjana Smith       | Africa de Sud              | 2:19,60 |      |
| 3   | 3      | Tes Schouten        | Olanda                     | 2:21,05 |      |
| 4   | 8      | Satomi Suzuki       | Japonia                    | 2:22,54 |      |
| 5   | 1      | Kotryna Teterevkova | Lituania                   | 2:23,75 |      |
| 6   | 2      | Ye Shiwen           | China                      | 2:24,31 |      |
| 7   | 6      | Kaylene Corbett     | Africa de Sud              | 2:24,46 |      |
| 8   | 7      | Lilly King          | Statele Unite ale Americii | 2:25,91 |      |